# Upper Denford
Upper Denford – osada w Anglii, w hrabstwie ceremonialnym Berkshire, w dystrykcie (unitary authority) West Berkshire. Leży 36 km na zachód od centrum miasta Reading i 95 km na zachód od centrum Londynu.